# Klondike (miniserie)
Klondike es una miniserie estadounidense de tres partes transmitida del 20 de enero del 2014 hasta el 22 de enero del 2014 por medio de las cadenas Discovery Channel. La miniserie de tres partes estuvo basada en el libro Gold Diggers: Striking It Rich in the Klondike de Charlotte Gray.
Klondike cuenta la historia de dos aventureros que deciden viajar a Yukon, Canadá a finales de 1880 durante la fiebre del oro de Klondike. 

## Historia
La historia se centró en la amistad de dos aventureros, Bill Haskell y Byron Epstein, mientras viajan a Northwest durante la fiebre de oro de Klondike, en el camino ambos se enfrentan a las duras condiciones, el clima impredecible y personas peligrosas, sin embargo también contarán con el apoyo de Belinda Mulrooney, la propietaria del molino, y de Jack London, un aspirante a escritor.

## Personajes

### Personajes Principales
| Actor            | Personaje         | Ocupación        | N.º de episodios |
| ---------------- | ----------------- | ---------------- | ---------------- |
| Richard Madden   | Bill Haskell      | Explorador       | 3                |
| Abbie Cornish    | Belinda Mulrooney | Dueña del Molino | 3                |
| Sam Shepard      | Juez              | Padre            | 3                |
| Tim Roth         | "El Conde"        | -                | 3                |
| Tim Blake Nelson | Joe Meeker        | -                | 3                |
| Ian Hart         | Soapy Smith       | -                | 3                |
| Augustus Prew    | Byron Epstein     | Explorador       | 3                |
| Conor Leslie     | Sabine            | -                | 3                |

### Personajes Secundarios
| Actor             | Personaje       | Ocupación                     | N.º de episodios |
| ----------------- | --------------- | ----------------------------- | ---------------- |
| Marton Csokas     | -               | Superintendente de la Policía | 3                |
| Greg Lawson       | Goodman         | -                             | 3                |
| Dustin MacDougall | Hush            | -                             | 3                |
| Ron Selmour       | Sundown         | -                             | 1                |
| Colin Cunningham  | Swiftwater Bill | -                             | 1                |
| Michael Greyeyes  | -               | -                             | 1                |
| Brian Markinson   | Cavendesh       | -                             | 1                |
| Mitchell Verigin  | Foley           | -                             | 1                |
| Daman Malone      | -               | Ciudadano                     | 1                |
| Sean Nicholson    | -               | Ciudadano                     | 1                |
| Devin Eason       | -               | Ciudadano                     | 1                |
| Neil Webb         | -               | -                             | 1                |

## Episodios
La miniserie estuvo conformada por tres episodios.:
- El primer episodio fue estrenado el 20 de enero de 2014 y obtuvo 3.434 de televidentes.[5]
- El segundo episodio fue estrenado el 21 de enero de 2014 y obtuvo 3.128 de televidentes.
- El tercer episodio fue estrenado el 22 de enero de 2014 y obtuvo 2.855 de televidentes.

## Producción
En el 2012 la cadena Discovery Channel le dio luz verde a la miniserie para entrar en la programación.
La miniserie fue dirigida por Simon Cellan Jones y contó con la participación de exitosos productores como Ridley Scott, Paul Scheuring y David W. Zucker, otros productores de la serie son John Morayniss, Michael Rosenberg, Eileen O'Neill, Dolores Gavin, Chad Oakes, Mike Frislev, Clara George, Josh Goldin y Rachel Abramowitz.
La música corrió a cargo de Adrian Johnston. Algunas compañías productoras que apoyaron la miniserie fueron "Scott Free Productions", "Discovery Entertainment One" y "Nomadic Pictures". "Klondike" fue la primera miniserie escrita de la cadena y contó con en la producción con Ridley Scott.

### Emisión en otros países
| País   | Cadenas           | Fecha de Inicio | Fecha de Finalización |
| ------ | ----------------- | --------------- | --------------------- |
| México | Discovery Channel | abril del 2014  | -                     |